# Yehoshua Bar-Hillel
Pour les articles homonymes, voir Hillel (homonymie).
Yehoshua Bar-Hillel (en hébreu : יהושע בר-הלל ; né le 8 septembre 1915 à Vienne - mort le 25 septembre 1975 à Jérusalem) est un philosophe, linguiste et mathématicien israélien. Professeur à l'Université hébraïque de Jérusalem, il était connu pour ses travaux pionniers en pragmatique (linguistique) et ses recherches sur la traduction automatique.

## Biographie
Né Oscar Westreich, il a grandi à Berlin. En 1933, il émigre en Palestine et combat dans la Brigade juive (britannique) durant la Deuxième Guerre mondiale où il perd un œil. Il obtient un PhD en philosophie de l'université hébraïque où il étudie également les mathématiques avec Abraham Fraenkel, avec qui il écrit Foundations of Set Theory (1958, 1973).
Disciple de Rudolf Carnap, il est particulièrement influencé par sa « syntaxe logique du langage » (Logical Syntax of Language). Ayant commencé à correspondre avec Carnap depuis les années 1940, Bar-Hillel complètera un postdoctorat sous sa direction à l'Université de Chicago, et, en 1952, il collabore à An Outline of the Theory of Semantic Information. 
Après avoir travaillé au Massachusetts Institute of Technology (MIT) (qu'il quitte en 1953), il se joint au département de philosophie de l'Université hébraïque de Jérusalem où il enseigne jusqu'à sa mort. 

## Principales publications
- avec Abraham Fraenkel, Foundations of Set Theory (1958) ; 2e avec la collaboration de Azriel Lévy et Dirk van Dalen (en) (1973)
- Language and Information (1964)
- Aspects of Language: Essays and Lectures on Philosophy of Language, Linguistic Philosophy and Methodology of Linguistics (1970)
- (éd.) Logic, Methodology and Philosophy of Science (1972)
- (éd.) Pragmatics of Natural Languages (1975)